# The American Analog Set
The American Analog Set, coloquialmente AmAnSet, es un grupo de Indie Pop, procedente de Austin, Estados Unidos. Se formó en el año 1994, luego de la disolución de Electric Company. El nombre proviene de su preferencia hacia las grabaciones analógicas, ante las grabaciones digitales.

## Miembros
- Andrew Kenny - guitarra, voz.
- Tom Hoff - teclado.
- Mark Smith - batería.
- Lee Gillespie - bajo.
- Sean Ripple - guitarra, vibráfono.

### Miembros pasados
- Lisa Roschmann - teclado (desde 1994 hasta 1999).

## Discografía

### Álbumes
- The Fun of Watching Fireworks - 1996
- From Our Living Room to Yours - 1997
- The Golden Band - 1999
- Know By Heart - 2001
- Promise of Love - 2003
- Set Free - 2005

### EP
- Updates - 2002

### Sencillos
- Late One Sunday & the Following Morning - 1997
- New Equation - 2001

### Otros
- Through the 90s: Singles and Unreleased - 2001 (caja recopilatoria)